# Großer Auerberg
Der Große Auerberg im Harz ist ein 580,4 m ü. NHN hoher Berg bei Stolberg im Gemeindegebiet von Südharz im Landkreis Mansfeld-Südharz in Sachsen-Anhalt. Es handelt sich um einen Doppelgipfel von 580,4 m (Großer Auerberg) und 580,3 m (Josephshöhe) Höhe, die etwa 470 m auseinander liegen.

## Geographische Lage
Der Große Auerberg erhebt sich im Unterharz im Naturpark Harz/Sachsen-Anhalt zwischen Straßberg im Nordosten (zur Stadt Harzgerode), Hayn im Südosten, Schwenda im Süden, Stolberg im Südwesten und Breitenstein im Nordwesten (alle zur Gemeinde Südharz). Östlich des Bergs entspringt der Thyra-Zufluss Krummschlachtbach, westlich der Thyra-Quellbach Kleine Wilde.

## Geologie
Der Auerberg wird von Rhyolith (Quarzporphyr) aufgebaut, einem Vulkangestein. In der feinkristallinen Grundmasse sind die „Stolberger Diamanten“ eingelagert, bis zu 13 mm große auskristallisierte Quarze und Orthoklase.

## Josephskreuz
Auf der Josephshöhe (580,3 m) wurde 1896 das 38 m hohe Josephskreuz errichtet, ein Aussichtsturm aus Stahlfachwerk in Form eines Doppelkreuzes. Von seiner Aussichtsplattform fällt der Blick unter anderem zum Brocken, dem höchsten Berg im Harz.

## Verkehr und Wandern
Nördlich und östlich vorbei am Großen Auerberg führt zwischen Breitenstein und Schwenda die Landesstraße 236, die früher als Harzschützenstraße die Grenze zwischen Thüringen und Sachsen bildete. Der Berggipfel ist vom Parkplatz bei der Siedlung Auerberg oder von jenem des Naturresort Schindelbruch kommend in etwa 15 Minuten Fußweg zu erreichen. Der Wanderweg vom Schindelbruch zum Josephskreuz heißt Straße der Lieder. Entlang des Weges finden sich 16 Texttafeln mit Deutschen Volksliedern.
Die Josephshöhe ist als Nr. 215 in das System der Stempelstellen der Harzer Wandernadel einbezogen; die Stempelstelle befindet sich nahe dem Josephskreuz.